# Osojske Ture
Osojske Ture, (ljudsko tudi Turje, nemško Ossiacher Tauern) so gozdnato pogorje na srednjem Koroškem, med Osojskim jezerom na severozahodu in Vrbskim jezerom na jugovzhodu. Najvišji vrh Osojskih Tur je Golobji vrh (Taubenbühel) s 1069 metri nadmorske višine. Na zahodnem pobočju Osojskih Tur se nahaja markantna, od daleč razpoznavna in lepo obnovljena razvalina gradu Vajškra (nem. Landskron), na katerem je danes restavracija. Nedaleč stran so razgledne točke, s katerih se ponuja odličen pogled na zahodni del Osojskega jezera in Osojščico. Na celotnem območju Osojskih Tur lahko vidimo tudi mnoge stare rudarske postojanke, saj so se tukaj že stoletja kopale cinkova in druge rude.
Ljudsko ime za Osojske Ture je sicer tudi Turje ali Male Ture  (Die kleinen Tauern), v nasprotju z Visokimi Turami na severozahodu Koroške.

## Zgodovina
Osojski samostan, najpomembnejše kulturno in znanstveno središče v tem delu Koroške, je bil na ugodni prometni legi, hkrati pa stisnjen med Osojsko jezero in Osojske Ture, zato je imel v neposredni okolici na voljo le malo površin za kmetovanje.  Zato je začel preučevati možnosti učinkovitejše izrabe višje ležečih površin na Turah.
Predvsem v 16. stoletju je kmetijska obdelava na področju Osojskih Tur tako precej napredovala, začeli pa so tudi z vzgojo konj. Samostan je ponudil konje na razpolago okoliškim kmetom, da bi z njihovo pomočjo povečali učinkovitost obdelave.
Samostan je bil razpuščen leta 1783 na ukaz cesarja Jožefa II., v upravljanje ga je prevzela država. Ohranila pa se je vzgoja konj in sčasoma so se tukaj začeli vzgajati konji za potrebe vojaške konjenice.
Leta 1932 je začel z Osojskimi Turami upravljati Deželni kulturni svet, predhodnik današnje Koroške kmetijske zbornice. Vzrejo žrebcev so postopoma dopolnili še z vzrejo bikov , danes pa se tukaj ukvarjajo predvsem z vzrejo noriških konj in mešancev.

## Slovenska kulturna zgodovina
Za slovensko kulturno zgodovino pomembne občine na Osojskih turah so: Kostanje, Vernberk ter Teholica.
Med osebnosti štejemo: 
- Janez Vospernik je bil soustanovitelj Slovenske zadružne zveze,
- Matija Vospernik dolgoletni župan občine Vernberk in
- Reginald Vospernik dolgoletni ravnatelj Slovenske gimanzije v Celovcu.
- Med velikane slovenskega bukovništva štejemo Andreja Šusterja - Drabosnjaka iz Kostanj, kateremu je posvečen muzej lokalne zgodovine.[3]
- Muzej vodi domače slovensko prosvetno društvo Drabosnjak.[4]
- Pomemben sodoben slovenski avtor je Andrej Kokot.

## Vzhodni del
- Sv. Nikolaj, Trg na Koroškem
- Pokrajina pri Perneku, Trg na Koroškem
- Pernek